# 寺下駅
寺下駅（てらしたえき）は、長野県上田市神畑にある上田電鉄別所線の駅である。駅番号はBE06。名前の由来は『寺の下』にあるからである（所在地の字名「寺下」は当駅開業後に称されるようになったものである）。隣の神畑駅とともに神畑地区に所在する。

## 歴史
- 1921年（大正10年）6月17日：上田温泉電軌により、川西線の駅として開業[1]。
- 1939年（昭和14年）
  - 3月19日：路線名称変更により、別所線の駅となる。
  - 9月1日：社名変更により、上田電鉄の駅となる。
- 1943年（昭和18年）10月21日：合併により、上田丸子電鉄の駅となる。
- 1969年（昭和44年）5月31日：社名変更により、上田交通の駅となる。
- 2005年（平成17年）10月3日：鉄道部門子会社化により、上田電鉄の駅となる。
- 2016年（平成28年）8月：駅ナンバリングが導入され、使用を開始[2][3]。

## 駅構造
単式1面1線のホームを持つ地上駅。開業時から無人駅である。

## 利用状況
近年の一日平均乗車人員の推移は下記のとおり。
| 年度   | 一日平均 乗車人員 |
| ------ | ----------------- |
| 2010年 | 57                |
| 2011年 | 63                |
| 2012年 | 65                |
| 2013年 | 72                |
| 2014年 | 63                |
| 2015年 | 63                |
| 2016年 | 60                |
| 2017年 | 60                |

## 駅周辺
- 超誓寺 - 駅名の由来となった寺[1]。永禄11年（1568年）建立。
- 加美畑神社[1]
- 神畑公園
- 産川
- 上田地域広域連合消防本部 上田南部消防署
- イオンタウンしおだ野（旧・しおだ野ショッピングセンター、マックスバリュしおだ野店・メガマートしおだ野店ほか）
- グリーンパークしおだ野（オートバックスグリーンパークしおだ野店・AOKIグリーンパークしおだ野店・平安堂書店上田しおだ野店・ザ・ダイソーグリーンパークしおだ野店・和食よへい上田しおだ野店ほか）
- ケーヨーデイツー上田神畑店
- 蔦屋書店上田しおだ野店
- ツルヤ神畑店
- 国道143号

## 隣の駅
上田電鉄
■別所線
上田原駅（BE05） - 寺下駅（BE06） - 神畑駅（BE07）